# Marumba coreana
Marumba coreana är en fjärilsart som beskrevs av Clark 1937. Marumba coreana ingår i släktet Marumba och familjen svärmare. Inga underarter finns listade i Catalogue of Life.